# Pest-Pilis-Solt-Kiskun
Pest-Pilis-Solt-Kiskun est un ancien comitat de Hongrie.